# Trischen (Schiff, 1983)
Die Trischen ist ein ehemaliges Arbeitsschiff des Landesbetriebs für Küstenschutz, Nationalpark und Meeresschutz Schleswig-Holstein.

## Beschreibung
Das Schiff wurde 1983 auf der Hamburger Werft August Pahl gebaut und in Dienst gestellt. Benannt ist es nach der gleichnamigen Insel vor der Küste Dithmarschens.
Das Schiff wurde vom Landesbetrieb für Küstenschutz, Nationalpark und Meeresschutz Schleswig-Holstein im Küstenschutz der schleswig-holsteinischen Nordseeküste und der vorgelagerten Inseln und Halligen eingesetzt. Zu den Aufgaben des Schiffes gehörten unter anderem das Räumen der Nordseehäfen in Schleswig-Holstein und der Außentiefs, um das Wasser aus dem Hinterland möglichst ungehindert abfließen lassen zu können. Dazu konnte das Schiff mit einer Schlickegge oder einem Wasserinjektionsgerät ausgerüstet werden, um Schlick aufzuwirbeln, der dann mit der Tideströmung abtransportiert wurde. Außerdem konnte das Schiff für den Transport von Küstenschutzmaterialien zu den Inseln, Halligen und an die Deiche genutzt werden.
Das Schiff verfügt hinter dem Schornstein über einen Ladebaum, mit der Lasten gehoben und bewegt werden können.
2019 wurde das Schiff durch einen gleichnamigen Neubau ersetzt und anschließend über die Vebeg in die Niederlande verkauft.

## Technische Daten
Das Schiff wird von einem Sechszylinder-Dieselmotor des Herstellers MAN mit 221 kW Leistung angetrieben. Der Motor wirkt über ein Getriebe auf einen Propeller. Für die Stromerzeugung steht ein von einem Iveco-Dieselmotor mit 80 kW Leistung angetriebener Generator zur Verfügung.
Das Schiff ist mit einem Schlepphaken versehen. Der Pfahlzug beträgt 30 kN.